# William Allan
William Allan RA (Edimburgo, 1782 – Edimburgo, 23 de fevereiro de 1850) foi um pintor histórico escocês conhecido por suas cenas da vida russa. Tornou-se presidente da Academia Real Escocesa e recebeu o título de Acadêmico Real.

## Vida e obra

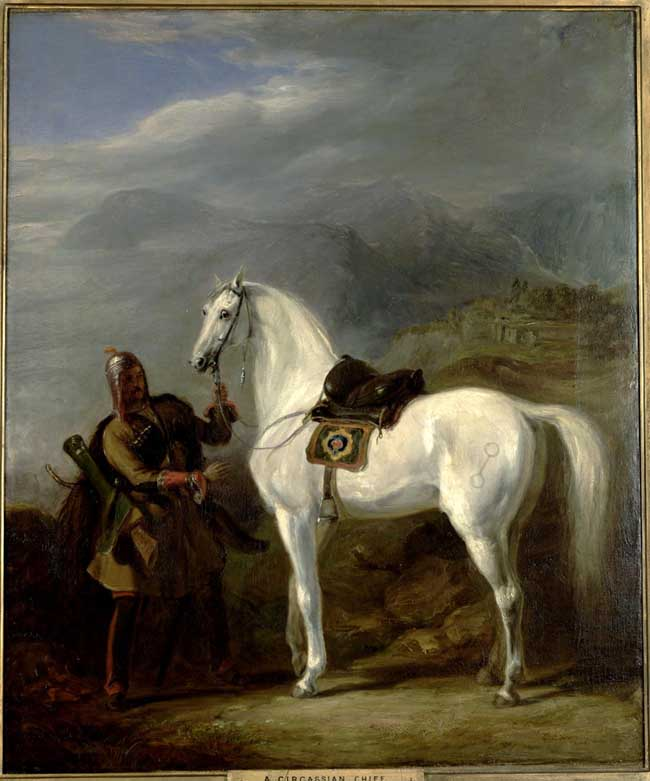
Chefe circassiano (1843)

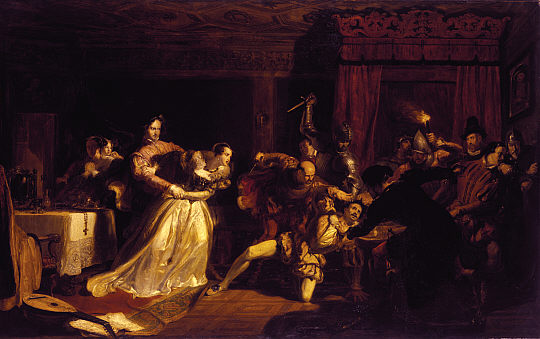
O Assassinato de David Rizzio (1833) retrata o assassinato do secretário da rainha Maria, David Rizzio na sua presença, um acontecimento que ocorreu no Palácio de Holyrood em 1566

Allan nasceu em Edimburgo, filho de William Allan, Sênior, um funcionário do Tribunal de Sessão. Ele foi educado na High School, Edimburgo, sob a administração de William Nicol (1744? -1797), o companheiro de Robert Burns. Mostrando uma aptidão para a arte, foi aprendiz de um professor de pintura, e estudou com John Graham na Trustees' Academy, com David Wilkie, John Burnet, e Alexander Fraser.
Depois de alguns anos foi para Londres, e ingressou nas escolas da Academia Real. Seu primeiro quadro exibido foi um Menino cigano com um asno (1803), no estilo de John Opie.
Em 1805 viajou, por navio, para a Rússia, mas naufragou em Memel, onde levantou fundos para a continuação da viagem pintando retratos do cônsul holandês e de outros. Prosseguiu então por terra para São Petersburgo, passando por uma grande parte do exército russo a caminho de Austerlitz. Na capital russa, encontrou amigos, entre eles estava Sir Alexander Crichton médico da família imperial. Tendo aprendido russo, viajou pelo interior do país, e passou vários anos na Ucrânia, fazendo excursões para a Turquia, Tartária, e para outros lugares, estudando a cultura dos cossacos, circassianos, e tártaros, e recolhendo armas e armaduras. Em 1809, uma pintura sua de Camponeses russos em um dia festivo foi exibido na Academia Real.
Seu desejo de voltar para casa em 1812 teve de ser adiado devido à invasão francesa da Rússia, muitos dos horrores dos quais ele testemunhou em primeira mão.
Allan conseguiu retornar a Edimburgo em 1814, e, em 1815, o seu quadro de Circassianos cativos atraiu a atenção da Academia Real, apesar de não encontrar um comprador; porém, Sir Walter Scott, John Wilson (1785-1854) e seu irmão James (1795-1856), John Gibson Lockhart, e outros, rifaram o quadro, entre 100 participantes, a £10 10s. cada um, e ele foi ganho pelo Conde de Wemyss. Allan ficou em Edimburgo, e apesar de seus quadros (incluindo Os assaltantes tártaros dividindo seu espólio) não encontrarem compradores entre os seus conterrâneos, alguns deles foram comprados pelo Grão-duque Nicolau, quando visitou Edimburgo. Allan depois pintou algumas cenas da história escocesa sugeridas pelos romances de Sir Walter Scott, como A morte do Arcebispo Sharpe e Knox admoestando a Rainha Maria dos Escoceses (exibido em 1823 e gravado por John Burnet). Seu Morte do Regente Murray (exibido em 1825) foi comprado pelo duque de Bedford por 800 guinéus, e concedeu ao artista a sua eleição como um associado da Academia Real.
Em 1826 Allan foi nomeado mestre das Trustees' School, em Edimburgo, cargo que ocupou até poucos anos antes de sua morte.
Logo depois, a saúde de Allan teve um declínio, e ficou ameaçado de cegueira. Para se recuperar foi para Roma, e, depois de passar um inverno lá, seguiu para Nápoles, Constantinopla, Ásia Menor, e Grécia. Em 1826, exibiu o seu quadro Auld Robin Gray e em 1829 o Profeta Jonas. Em 1830 voltou para Edimburgo com a saúde restaurada. O seu quadro do Mercado de Escravos, Constantinopla, foi comprado por Alexander Hill, o editor, e Byron no chapéu de pescador depois de nadar o Helesponto (exibido em 1831) por R. Nasmyth, que também comprou os retratos de Allan de Burns e Sir Walter Scott, que foram gravados por John Burnet.
Em 1832, Allan estava morando no número 8 da Scotland Street, na Cidade Nova de Edimburgo.
Em 1834 Allan visitou a Espanha e Marrocos. Em 1835 foi eleito acadêmico real, e em 1838, por ocasião da morte de Sir George Watson, foi eleito presidente da Academia Real Escocesa. Em 1841 foi para São Petersburgo, e no mesmo ano sucedeu David Wilkie como pintor da rainha, na Escócia, um cargo que foi, como de costume, seguido (em 1842) por um cavaleiro.
Em 1843, Sir William exibiu a Batalha de Waterloo do lado inglês, que foi comprado pelo Duque de Wellington, e no ano seguinte voltou a São Petersburgo, onde pintou, para o Czar, Pedro, o Grande, ensinamento seus súditos a arte da construção naval. O último grande trabalho que concluiiu foi uma segunda visão da batalha de Waterloo, desta vez do lado francês. Ele foi exibido no Westminster Hall em 1846, na competição para a decoração das Casas do Parlamento, mas não teve sucesso. Visitou a Alemanha e França em 1847.
Nos seus últimos anos, Sir William morou no número 72 da Great King Street, uma substancial casa georgiana de cinco andares, na Segunda Nova Cidade de Edimburgo. Ele morreu de bronquite em sua casa em Edimburgo em 23 de fevereiro de 1850.
No momento da sua morte, em Edimburgo, em 23 de fevereiro de 1850, Sir William estava envolvido com um grande quadro da Batalha de Bannockburn".
Ele está enterrado no Cemitério de Dean, em Edimburgo.

## Trabalhos
- Russian Peasants keeping their Holiday (1809)
- Bashkirs (1814, Hermitage)
- Frontier Guard (1814, Hermitage)
- The Sale of Circassian Captives to a Turkish Bashaw (1816)
- Tartar Robbers dividing Spoil ( 1817, Tate)
- John Knox admoestando Maria, Rainha da Escócia (1823)
- The Regent Murray shot by Hamilton of Bothwellhaugh (1825, Woburn Abbey)
- The Black Dwarf (1827, Galeria Nacional da Escócia)
- Lord Byron in a Turkish Fisherman's House after swimming across the Hellespont (1831)
- Slave Market (1838, Galeria Nacional da Escócia)
- The Signing of the National Covenant in Greyfriars Kirkyard (Edinburgh City Arts Centre)
- The Recovery of the stolen Child (1841, Aberdeen, Art Gallery)
- Battle of Prestonpans (1842, Coleção Particular)
- Peter the Great teaching his Subjects the Art of Shipbuilding (1845, antigamente no Palácio de Inverno do Hermitage, atualmente desaparecido)
- Waterloo, June 18, 1815 (1843, Sua Graça Arthur Wellesley, 8.º Duque de Wellington, Apsley House)
- The Duke of Wellington - en route to Quatre Bras (1844, Coleção Particular)
- The Battle of Waterloo (1845, Royal Military Academy Sandhurst)
- Battle of Bannockburn (Academia Real Escocesa, emprestado para o Monumento Wallace, Stirling)
- Heroism and Humanity (Robert the Bruce with soldiers) (1840 Museu e Galeria de Arte de Kelvingrove)